# Енисейск (аэропорт)
Енисейск — аэропорт в пяти километрах к северо-западу от центра города Енисейска (Красноярский край), на левом берегу  Енисея (в двухстах пятидесяти — четырёхстах метрах от уреза воды). Аэродром Енисейск — третьего класса; способен принимать самолёты Ан-2, Ан-12, Ан-24, Ан-26, Ан-74, Ил-76, Ту-134, Як-40, а также вертолёты всех типов. Аэропорт  располагает сертифицированной лабораторией ГСМ и авиационно-технической базой с самолётами Ан-2 и вертолётами Ми-8.

## Показатели деятельности
| год        | 2014   | 2015 | 2016 | 2023  |
| пассажиров | 11 271 | 8769 | 6264 | ~8100 |
| Источники: |        |      |      |       |

## Маршрутная сеть[5]
Год неизвестен. 
- Енисейск — Маковское — Лосиноборское — Суханово — Айдара — Суханово — Лосиноборское — Маковское — Енисейск
- Енисейск — Новый Городок — Ярцево — Александровский Шлюз — Безымянка — Луговатка — Безымянка — Александровский Шлюз — Ярцево — Новый Городок — Енисейск
- Енисейск — Новый Городок — Ярцево — Кривляк — Майское — Сым — Майское — Кривляк — Ярцево — Новый Городок — Енисейск
- Енисейск — Новый Городок — Ярцево — Кривляк — Майское — Кривляк — Ярцево — Новый Городок — Енисейск
- Енисейск — Подтесово — Енисейск — Подтесово — Енисейск
- Енисейск — Усть-Пит — Шишмарево — Колмогорово — Назимово — Колмогорово — Шишмарево — Усть-Пит — Енисейск
- Енисейск — Ярцево
- Ярцево — Енисейск

## Ближайшие аэропорты в других городах
- Мотыгино (154 км)
- Северо-Енисейск (218 км)
- Красноярск (Емельяново) (256 км)
- Ачинск (262 км)
- Кодинск (406 км)